# Campeonato del Mundo de patinaje de velocidad en línea 1991
El Campeonato Mundial de patinaje de velocidad en línea de 1991 tuvo lugar del 22 de agosto al 25 de agosto en la localidad de Ostende, Bélgica. Fue la primera ocasión que la que Bélgica organizó el campeonato. Las pruebas se realizaron solamente en la modalidad de pista.

## Mujeres
| Distancia            | Oro                                                  | Plata                                                          | Bronce                                                    |
| Pista                | Pista                                                | Pista                                                          | Pista                                                     |
| -------------------- | ---------------------------------------------------- | -------------------------------------------------------------- | --------------------------------------------------------- |
| 300 m Contrarreloj   | Darlene Kissinger                                    | Giovanna Troldi                                                | Anne Titze                                                |
| 500 m Sprint         | Eva María Richardson                                 | Anne Titze                                                     | Yolanda Fernández                                         |
| 1.500 m Sprint       | Anne Titze                                           | Cheryl Ann Begg                                                | Inge de Hertoghe                                          |
| 3.000 m Línea        | Luana Pilia                                          | Claudia Rodríguez                                              | Eva Sánchez                                               |
| 5.000 m Puntos       | Claudia Rodríguez                                    | Cheryl Ann Begg                                                | Rosana Sastre                                             |
| 10.000 m Eliminación | Luana Pilia                                          | Cheryl Ann Begg                                                | Antonella Mauri                                           |
| 5.000 m Relevos      | Alemania · Anne Titze · Petra Raiß · Barbara Fischer | Argentina Claudia Rodríguez Rosana Sastre Eva María Richardson | Estados Unidos Deanna Parker Darlene Kissinger Dana Lewis |

## Hombres
| Distancia            | Oro                                             | Plata                                                             | Bronce                                                     |
| Pista                | Pista                                           | Pista                                                             | Pista                                                      |
| -------------------- | ----------------------------------------------- | ----------------------------------------------------------------- | ---------------------------------------------------------- |
| 300 m Contrarreloj   | Luca Antoniel                                   | Tony Muse                                                         | Dante Muse                                                 |
| 500 m Sprint         | Tony Muse                                       | Dante Muse                                                        | Derek Parra                                                |
| 1.500 m Sprint       | Luca Antoniel                                   | Pascal Gravouil                                                   | Tony Muse                                                  |
| 5.000 m Línea        | Derek Parra                                     | Danny Bauwens                                                     | Arnaud Gicquel                                             |
| 10.000 m Puntos      | Arnaud Gicquel                                  | Danny Bauwens                                                     | Dante Muse                                                 |
| 20.000 m Eliminación | Dante Muse                                      | Danny Bauwens                                                     | Marco Giannini                                             |
| 10.000 m Relevos     | Estados Unidos Dante Muse Tony Muse Derek Parra | Colombia · Julián Fernández · Guillermo Botero · Orlando Valencia | Bélgica · Danny Bauwens · Nico Briffaerts · Wouter Heytens |

## Medallero
| Pos. | País           | Oro | Plata | Bronce | Total |
| ---- | -------------- | --- | ----- | ------ | ----- |
| 1.   | Estados Unidos | 5   | 2     | 5      | 12    |
| 2.   | Italia         | 4   | 1     | 2      | 7     |
| 3.   | Argentina      | 2   | 2     | 1      | 9     |
| 4.   | Alemania       | 2   | 1     | 1      | 6     |
| 5.   | Francia        | 1   | 1     | 1      | 1     |
| 6.   | Bélgica        | 0   | 3     | 2      | 5     |
| 7.   | Australia      | 0   | 3     | 0      | 2     |
| 8.   | Colombia       | 0   | 1     | 0      | 1     |
| 9.   | España         | 0   | 0     | 1      | 1     |

- Datos: Q19286172